# 00-talet (decennium)
Den här artikeln handlar om 00-talet som benämning på det första årtiondet i varje århundrade. För ett specifikt årtionde som benämns 00-talet, se respektive århundrades artikel för detta, till exempel 1900-talet (decennium), 2000-talet (decennium) eller 00-talet för år 1-9 e.Kr.
00-talet, nollnolltalet, är det första decenniet av ett århundrade.
För tider före Kristi födelse är det dock det sista decenniet av ett århundrade. Ordet är belagt sedan 1974 och ansågs före år 2000 i första hand syfta på perioden 1900-1909.
År 2008 verkar 00-talet i samtida skrift oftast avse perioden 2000-2009.
Enligt Myndigheternas skrivregler 2004 måste man förtydliga om man menar något annat än 2000-2009.
00-talet (liksom 10-talet, 90-talet etc) definierar aldrig ett entydigt decennium i sig. Det måste alltid tolkas beroende på sammanhanget där det används.

## Historia
Under större delen av 1900-talet saknade det första decenniet ett enkelt namn trots att både historiker och kulturskribenter gärna delade in tiden i decennier. Efter 90-talet (1890-1899) kom 10-talet som ibland kunde innefatta 20 år (1900-1919), eller så använde man omskrivningar som "det första årtiondet" eller "det inledande decenniet". August Strindberg lär dock ha sagt 00-talet enligt vad Carl Gustaf Laurin skriver i sin bok Minnen 1898–1908 från 1931.

## 00-talen vid Kristi födelse
Jesus föddes enligt traditionen i ett 00-tal (9-1 f.Kr.) men tillbringade sedan barndomen i ett annat (1-9 e.Kr.). Just dessa två 00-tal är de enda som följer direkt på varandra. Eftersom år noll inte finns enligt den gregorianska kalendern, är de dessutom inga decennier utan bara nioårsperioder.
Till skillnad från 00-talet innehåller det vi kallar "det första decenniet" tio år, åren 1-10. Det börjar på 1 för att år 0 inte finns och slutar på 10 för att bli ett decennium. "Det andra decenniet" omfattar därmed år 11-20. Genom att numrera decennier, sekler eller millennier fixeras de alltid till att börja på ett årtal med slutsiffra 1 och sluta på ett årtal med slutsiffra 0. Det skiljer dem från alla varianter av 00-talet, 60-talet, 2000-talet och så vidare.